# Firmicus (Mondkrater)
Firmicus ist ein Einschlagkrater am Ostrand der Mondvorderseite, westlich des Mare Undarum und östlich des Lacus Perseverantiae, nordöstlich des Kraters Apollonius.
Der Kraterrand ist mäßig erodiert, das Innere ist von eingedrungenen Laven des Lacus Perseverantiae geflutet und daher relativ eben.
| Buchstabe | Position          | Durchmesser | Link |
| --------- | ----------------- | ----------- | ---- |
| A         | 6,43° N, 64,96° O | 8 km        |      |
| B         | 7,32° N, 65,73° O | 16 km       |      |
| C         | 7,73° N, 66,42° O | 13 km       |      |
| D         | 5,9° N, 64,34° O  | 11 km       |      |
| E         | 8° N, 63,56° O    | 9 km        |      |
| F         | 6,58° N, 61,68° O | 10 km       |      |
| G         | 6,87° N, 61,86° O | 9 km        |      |
| H         | 7,4° N, 60,17° O  | 8 km        |      |
| M         | 4,08° N, 66,65° O | 44 km       |      |

Der Krater wurde 1935 von der IAU nach dem antiken Astrologen Iulius Firmicus Maternus offiziell benannt.